# جيمس إتش بيج
جيمس إتش بيج (بالإنجليزية: James H. Page)‏ هو شخصية أعمال أمريكي، ولد في 1 ديسمبر 1952.